# Manjaro
A Manjaro /məndʒɑːroʊ/ egy Arch Linux alapú Linux-disztribúció, mely folyamatos, azaz úgynevezett rolling release frissítési modellt követ, és az Arch Linuxhoz hasonlóan a Pacman csomagkezelőt használja.

## Kapcsolat az Arch Linuxszal
A Manjaro az Arch Linuxra épül, és a saját tárolói mellett az Arch tárolóit használja. A disztribúció célja egy új, modern és felhasználóbarát felület kialakítása az Arch által nyújtott stabil alapokon. Az Arch csomagkezelőjét, a pacmant használja, de kompatibilis az Arch felhasználói tárolóival is. A Manjaro felhasználói három különböző frissítési ágból választhatnak: az instabil tárolókon a maximum pár napja kiadott, Manjarón teszteletlen csomagok vannak. A tesztelői tárolón olyan csomagok találhatóak meg, melyek már előzetesen az instabil tárolókat használók által átmentek egy rövid teszten, de még elég frissek ahhoz, hogy az esetleges hosszabb távon előforduló problémák nem bukkantak fel. A stabil tárolókon olyan csomagok érhetőek el, melyek átmentek minden teszten, és a fejlesztői csapat is tüzetesen átvizsgált és stabilnak ítélt.

## Verziótörténet
A Manjaro 15.09 volt az első stabil verzió a négy évig tartó bétatesztelés után. Innentől a Manjaro áttért a folyamatosan frissülő (rolling release) rendszereknél jellemző verziószám-kiosztásra.
| Verzió  | Kiadás dátuma | Kódnév    | Kernel     | Megjegyzések                                                                             |
| ------- | ------------- | --------- | ---------- | ---------------------------------------------------------------------------------------- |
| 0.1     | 2011-07-10    |           |            |                                                                                          |
| 0.8.0   | 2012-08-20    | Askella   | 3.4.9      | Csak Xfce és KDE Plasma                                                                  |
| 0.8.1   | 2012-09-21    | Askella   | 3.4.x      |                                                                                          |
| 0.8.2   | 2012-11-10    | Askella   | 3.4.x      |                                                                                          |
| 0.8.3   | 2012-12-24    | Askella   | 3.4.x      |                                                                                          |
| 0.8.4   | 2013-02-25    | Askella   | 3.7.x      |                                                                                          |
| 0.8.5   | 2013-04-13    | Askella   | 3.8.5      |                                                                                          |
| 0.8.6   | 2013-06-02    | Askella   | 3.9.x      |                                                                                          |
| 0.8.7   | 2013-08-26    | Askella   | 3.4.59 LTS |                                                                                          |
| 0.8.8   | 2013-11-24    | Askella   | 3.10.20    |                                                                                          |
| 0.8.9   | 2014-02-23    | Askella   | 3.10.30    |                                                                                          |
| 0.8.10  | 2014-06-09    | Askella   | 3.12.20    |                                                                                          |
| 0.8.11  | 2014-12-01    | Askella   |            |                                                                                          |
| 0.8.12  | 2015-02-06    | Askella   |            |                                                                                          |
| 0.8.13  | 2015-06-14    | Askella   |            |                                                                                          |
| 15.09   | 2015-09-27    | Bellatrix |            |                                                                                          |
| 15.12   | 2015-12-22    | Capella   |            |                                                                                          |
| 16.06   | 2016-06-06    | Daniella  |            |                                                                                          |
| 16.06.1 | 2016-06-11    | Daniella  |            |                                                                                          |
| 16.08   | 2016-08-31    | Ellada    |            |                                                                                          |
| 16.10   | 2016-10-31    | Fringilla |            |                                                                                          |
| 17.0    | 2017-03-07    | Gellivara | 4.9 LTS    | Első hivatalos verzió GNOME asztali környezettel                                         |
| 17.1    | 2017-12-31    | Hakoila   | 4.14 LTS   | First made available pre-installed on the Manjaro Notebook from Station X, the Spitfire. |
| 18.0    | 2018-10-30    | Illyria   | 4.19 LTS   |                                                                                          |
| 18.1.0  | 2019-09-12    | Juhraya   | 4.19 LTS   | Telepítés során LibreOffice és FreeOffice közti választás lehetősége                     |
| 19.0    | 2020-02-25    | Kyria     | 5.4 LTS    |                                                                                          |
| 20.0    | 2020-04-26    | Lysia     | 5.6.7      |                                                                                          |
| 20.1    | 2020-09-11    | Mikah     | 5.8        |                                                                                          |
| 20.2    | 2020-12-03    | Nibia     | 5.9        |                                                                                          |
| 21.0    | 2021-03-24    | Ornara    | 5.10 LTS   |                                                                                          |
| 21.1    | 2021-08-17    | Pahvo     | 5.13       |                                                                                          |
| 21.2    | 2021-12-23    | Qonos     | 5.15       |                                                                                          |
| 21.2.1  | 2022-01-04    | Qonos     | 5.15       |                                                                                          |
| 21.2.2  | 2022-01-23    | Qonos     | 5.15       |                                                                                          |
| 21.3    | 2022-06-18    | Ruah      | 5.15       |                                                                                          |
| 24.0.2  | 2024-06-11    | Wynsdey   | 6.9        |                                                                                          |

## Változatok
A Manjarónál más Linux alapú disztribúciókkal szemben nincs prioritást élvező grafikus felhasználói felület. A hivatalosan kiadott KDE Plasma, GNOME és Xfce változatok minőségi fejlesztésére egyaránt kellő energiát fordít a fejlesztői csapat. A KDE Plasma és GNOME változatoknál a legmodernebb, legkényelmesebb és legokosabb felület megalkotása, míg az Xfce változatnál egy alacsonyabb hardverigénnyel rendelkező, de ugyanúgy letisztult felület és a teljes Manjaro-élmény átadás a cél. A disztribúció asztali változata a 64 bites x86-64 architektúrát támogatja, ezen kívül létezik ARM kiadása is.
A Manjaro hivatalos honlapjáról letölthető továbbá egy minimális, internet-hozzáférést igénylő változat is (Minimal Net Edition), mely grafikus felhasználói felület nélkül telepíthető.

## Közösségi változatok
A fejlesztői csapat annak érdekében szűkítette csupán háromra a hivatalosan kiadott grafikus felhasználói felülettel rendelkező változatok számát, hogy a fejlesztéseket összpontosítani tudják és nagyobb ütemben haladhassanak. Azonban a Manjaro tárolóiból további felületek telepíthetőek, sőt a közösség által fejlesztett és kiadott i3, Deepin, Cinnamon, Mate, JWM, BspWM, Budgie, LXQt, Enlightenment, LXDE, Fluxbox, Openbox, Netbook, PekWM képfájlok is elérhetőek.

## Fordítás
Ez a szócikk részben vagy egészben  a   Manjaro Linux című angol Wikipédia-szócikk ezen változatának fordításán alapul.  Az eredeti cikk szerkesztőit annak laptörténete sorolja fel. Ez a jelzés csupán a megfogalmazás eredetét és a szerzői jogokat jelzi, nem szolgál a cikkben szereplő információk forrásmegjelöléseként.